# Jeřice
Jeřice település Csehországban, a Jičíni járásban. Jeřice Hněvčeves, Třebnouševes, Sovětice, Rašín, Hořice, Cerekvice nad Bystřicí és Boháňka településekkel határos. Lakosainak száma 402 fő (2024. január 1.).

## Népesség
A település lakosságának változását az alábbi diagram mutatja:
| Lakosok száma | 717  | 751  | 667  | 487  | 431  | 370  | 405  | 388  | 409  | 402  |
|               | 1869 | 1890 | 1921 | 1950 | 1980 | 2001 | 2017 | 2019 | 2022 | 2024 |